# Jérôme Leroy
Jérôme Leroy (Béthune, Francia, 4 de noviembre de 1974), exfutbolista francés que jugaba en la posición de volante.

## Clubes
| Club                     | País    | Año       |
| ------------------------ | ------- | --------- |
| Paris Saint-Germain      | Francia | 1994-1995 |
| Stade Laval              | Francia | 1995-1996 |
| Paris Saint-Germain      | Francia | 1996-1999 |
| Olympique de Marsella    | Francia | 2000-2001 |
| Paris Saint-Germain      | Francia | 2002-2003 |
| EA Guingamp              | Francia | 2003-2004 |
| RC Lens                  | Francia | 2004-2005 |
| Beitar Jerusalem         | Israel  | 2006      |
| FC Sochaux               | Francia | 2006-2007 |
| Stade Rennes             | Francia | 2007-2011 |
| Evian Thonon Gaillard FC | Francia | 2011-2012 |

## Palmarés

### Campeonatos nacionales
| Título                     | Club                | País    | Año  |
| -------------------------- | ------------------- | ------- | ---- |
| Copa de la Liga de Francia | Paris Saint-Germain | Francia | 1998 |
| Copa de Francia            | Paris Saint-Germain | Francia | 1998 |
| Supercopa de Francia       | Paris Saint-Germain | Francia | 1998 |
| Copa de Francia            | FC Sochaux          | Francia | 2007 |